# Ґодзілла: Поїдач планет
«Ґодзілла: Поїдач планет» (яп. GODZILLA 星を喰う者, ґодзіра хоші о ку моно; також відомий як «Ґодзілла Частина 3: Поїдач планет») — японський анімаційний кайдзю-фільм 2018 року режисерів Кобуна Шізуно та Хіроюкі Сешіти за сценарієм Гена Уробучі. Фільм був створений Toho Animation та Polygon Pictures, спільно із Netflix. Це 34-й фільм у франшизі «Ґодзілла», 32-й фільм про Ґодзіллу, створений Toho, заключний фільм в аніме-трилогії про Ґодзіллу та четвертий фільм про Ґодзіллу в епо́сі Рейва.
«Ґодзілла: Поїдач планет» є заключним фільмом в аніме-трилогії. Він є сиквелом фільмів «Ґодзілла: Планета монстрів» та «Ґодзілла: Місто на грані битви» та розповідає про людей та їх союзників-прибульців, які боряться проти Ґодзілли та Кінг Гідори. У японському кінопрокаті фільм вийшов 9 листопада 2018 року, а у всьому світі на Netflix — 9 січня 2019 року.

## Сюжет
Після того, як Харуо знищив Місто Мехаґодзіллу, білусалудо, які знаходились на Аратрумі вимагають покарання для Харуо, але більшість не погоджуються, і вважають, що Харуо викрив справжні наміри білусалудо. Білусалудо повстають і закривають машинне відділення Аратрума, через що приходиться живити корабель за допомогою запасних батарей. На Землі Харуо дізнається про те, що нанометал підтримує життя Юко, а також те, що нанометал не зміг поглинути тих, кого лікували люди з племені хотуа. Метфіс в той час обманює тих, яких не поглинув нанометал, та каже, що їх спас бог ексіфів. Метфіс планує прикликати бога ексіфів на Землю.
Міана дізнається про те, що Метфіс за допомогою телепатії контактує з есіфом Ендарфом на кораблі. Він розкриває їй свої плани і хапає її, але до того вона встигає телепатично зв'язатися з Харуо і Майною.
Метфіс з своїми послідовниками проводить ритуал і викликає свого бога Гідору. Той з'являється як тінь і з'їдає послідовників Метфіса. Незабаром з'являється Гідора, але уже як енергетична істота. Він руйнує Аратрум і нападає на Ґодзіллу, який нічого не може вдіяти проти нематеріального монстра. Доктор Мартін каже, що Гідора існує в іншому вимірі і керується кимось з цього виміру. Харуо приходить до Метфіса, і виявляється що це він направляє Гідору, керуючи його амулетом, який він відновив за допомогою нанометалу у попередньому фільмі. Метфіс розповідає, що Гідора знищив його планету, і після того ексіфи присвятили себе йому. Метфіс вводить Харуо в транс і намагається переконати його здатися. Майна і доктор Мартін за допомогою яйця бога племені хотуа зв'язуються з Харуо. Харуо вдається вийти з-під контролю Метфіса та розбити його амулет. Ґодзілла виганяє Гідору у його вимір, а Метфіс помирає, кажучи, що Гідора постійно буле стежити за Харуо, та колись повернеться.
Минає час, і всі виживші благополучно живуть в суспільстві хотуа. Доктор Мартін каже, що якщо використати нанометал з тіла Юкі, можна буде відбудувати колишнє суспільство. Почувши це, Харуо згадує слова Метфіса, про те, що в такому випадку Гідору обов'язково повернеться, бере Юко, сідає у Стерв'ятника та врізається в Ґодзіллу.
В сцені після титрів Майна, яка вже досягла похилого віку, спостерігає за групою дітей, які проводять ритуал вшанування Харуо, та спалюють стрічки, які символізують їхні страхи.

## Кайдзю
- Ґодзілла
- Кінг Гідора
- Мотра
- Сервуми

## В ролях
- Мамору Міяно — Харуо Сасакі
- Такахіро Сакурай — Метфіс
- Кана Ханазава — Юко Тані
- Томоказу Сугіта — Мартін Лаззарі
- Юкі Кадзі — Адам Біндевальд
- Рейна Уеда — Майна
- Арі Одава — Міана
- Дайсуке Оно — Еліотт Ліланд
- Кеню Хоріучі — Анберто Морі
- Казуя Накаі — Халу-Елу Долу-До
- Казухіро Ямадзі — Мунаку, Ендарфу
- Саорі Наямі — Харука Сасакі
- Кенічі Сузумура — Акіра Сасакі
- Харукі Ішія — Джош Емерсон
- Юнічі Янагіта — Марко Ґіоне
- Канехіро Ямамото — Такеші Ямамото
- Томісабуро Хорікоші — Даічі Тані
- Юнічі Сувабе — Мулу-Елу Ґалу-Ґу
- Кента Міяке — Рілу-Елу Белу-Бе

## Виробництво
Такаюкі Хатторі повернувся, щоб створити саундтрек для фільму. Це йоро п'ятий внесок у франшизу. Співак XAI також повернувся, щоб виконати пісню Live and Die у фільмі.
У травні 2018 року вийшов тизер-плакат фільму, який розкрив назву фільму, дату виходу та те, що у фільм з'явиться Кінг Гідора. У вересні 2018 року вийшов театральний плакат фільму. У жовтні 2018 року вийшов повний трейлер.
Фільм отримав змішані відгуки від критиків, які назвали його найкращим у трилогії, але далеко не ідеальним.